# Еврейское кладбище (Аугсбург)
Аугсбургское еврейское кладбище в районе Хохфельд служит местом захоронения евреев Аугсбурга с 1867 года. До этого они хоронили своих умерших на более старом еврейском кладбище в Кригсхабере. После  присоединения Кригсхабера к Аугсбургу в 1916 году в Аугсбурге стало два еврейских кладбища. В настоящее время оно является закрытым для новых захоронений.

## Местоположение
Кладбище имеет форму вытянутого квадрата шириной около 40 метров и длиной 117 метров. Он простирается между двумя улицами: Alter Postwegна западе и Haunstettenstrasse на востоке. Главный вход находится на Haunstettenstrasse, прямо на остановке «Berufsschule» маршрута 2 аугсбургского трамвая. На Alter Postweg есть чёрный вход, который больше не используется.
Соединительная тропа проходит через середину кладбища с запада на восток. Высокие живые изгороди делят кладбище на несколько отделов. В центре находится дом Тахара.
Кладбище со всех сторон окружено прочной, возвышающейся кирпичной стеной. Входные ворота обычно запираются, и ключ получают только родственники умерших. К воротам также прикреплён защитный экран, который также предотвращает осмотр кладбища.

## История

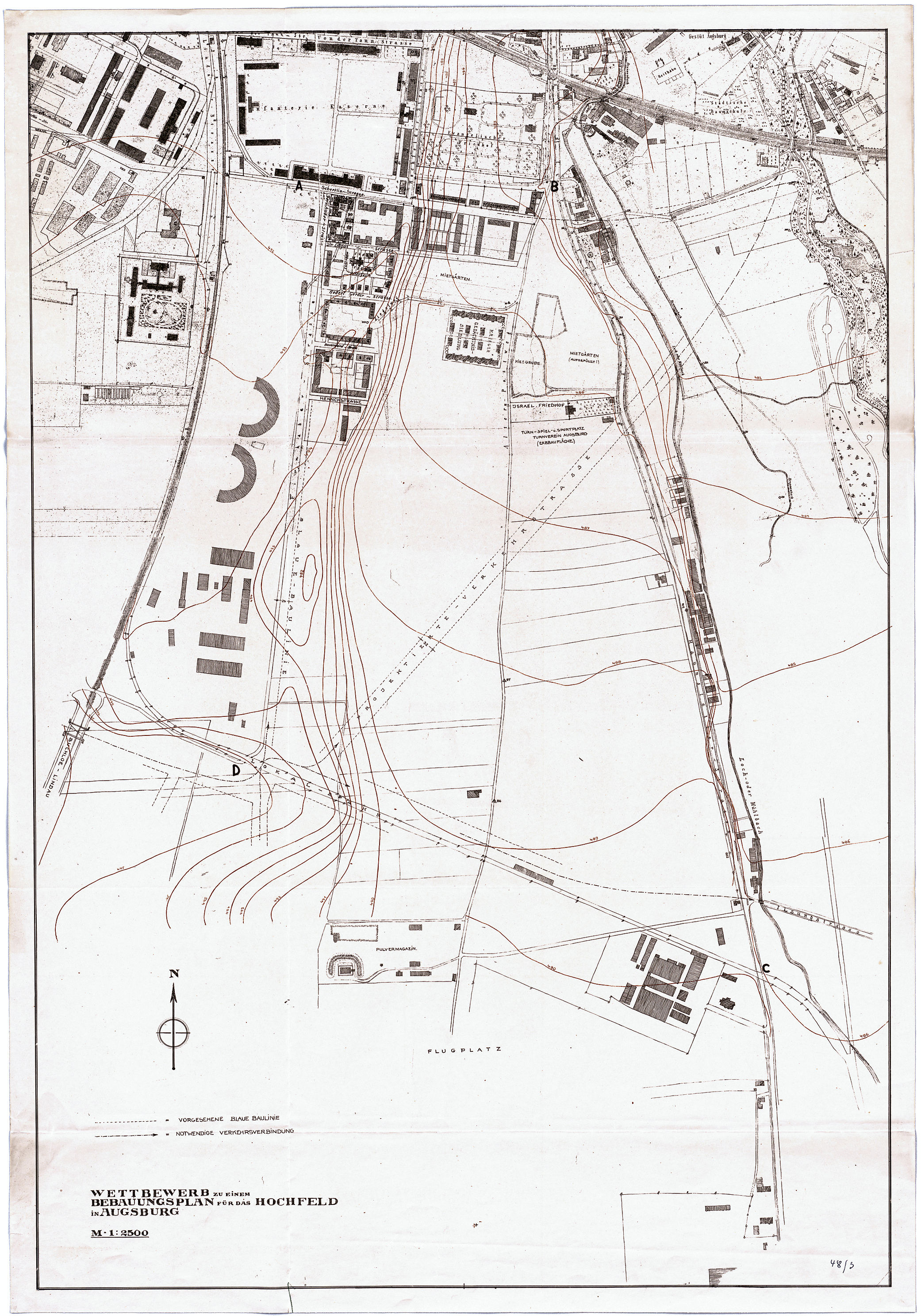
«Конкурс на план застройки Хохфельда в Аугсбурге» 1924 года. На карте показана территория вокруг кладбища, которая в то время еще практически не была застроена

В средневековом Аугсбурге имеются документальные свидетельства существования еврейского кладбища, по крайней мере, с 1298 года, которое располагалось недалеко от сегодняшней улицы An der Blauen Kappe. После того, как евреи были изгнаны из имперского города около 1440 года, это средневековое еврейское кладбище было разрушено после 1450 года, а надгробия использовались в качестве строительного материала. Сегодня от этого кладбища не осталось никаких следов.
После того как еврейская община была распущена, некоторые аугсбургские евреи поселились в окрестностях, например, в Кригcüабере, который в то время принадлежал не городу Аугсбургу, а Верхней Австрии , а также в Оберхаузене и Пферзее. Лишь в 1803 году евреи снова стали жить в Аугсбурге на постоянной основе. До 1868 года умерших обычно хоронили на еврейском кладбище в Кригсхбере . В 1867 году тогдашний председатель основанной в 1861 году еврейской общины Карл фон Обермайер приобрел землю, необходимую для нового аугсбургского кладбища в Хохфельде, находившемся тогда за городом. Района Хохфельд как такового в то время еще не существовало. Первое захоронение состоялось на новом кладбище в 1868 году.
Во время строительных работ на месте средневекового еврейского кладбища было обнаружено надгробие 1334 года, принадлежавшее могиле гителя Калонимоса . Это средневековое надгробие было установлено на новом кладбище в 1890 году.
Первоначально кладбище состояло только из восточной половины. В 1901 году он был увеличен вдвое до нынешнего размера. По этому случаю в вновь созданном центре также был открыт  дом Тахара.
В 1920-1930-е годы кладбище неоднократно осквернялось антисемитами. Были повреждены и разрушены многочисленные надгробия, в том числе детские. В 1942 году немецкие солдаты обстреляли некоторые памятники из винтовок, о чем до сих пор свидетельствуют заметные пулевые отверстия.
Во время воздушного налета США на соседние заводы Messerschmitt AG в Хаунштеттене 25 февраля 1944 года фугасная бомба также попала в середину кладбища и полностью разрушила  дом Тахара, который тогда использовался как склад. Соседние участки стены и некоторые окружающие надгробия, в том числе надгробие Гитель Калонимос, также были разбиты.
В 1961 году был построен новый дом Тахара.
Последнее на сегодняшний день нападение на кладбище, в ходе которого были опрокинуты некоторые надгробия, произошло в 1991 году.
Со времён Второй мировой войны это кладбище было единственным во всей Баварской Швабии , принадлежащим существующей еврейской общине. Поэтому его использовали для умерших людей со всей округи. Из-за почти полной занятости в 2019 году в Аугсбург-Леххаузене было открыто новое еврейское кладбище на территории Нового Восточного кладбища.

## Могилы
Сегодня на кладбище около 1500 или, по другим данным, около 1800 могил . Как это обычно бывает на еврейских кладбищах , места захоронений спроектированы так, чтобы быть постоянными, так что кладбище больше не может быть заполнено новыми могилами, когда его вместимость будет достигнута.
135 известных надгробий были изготовлены знаменитыми каменщиками Максом Коппелем и Зёне из Нёрдлингена. Фриц Ландауэр, архитектор Аугсбургской синагоги , также спроектировал ряд замечательных надгробий, особенно для умерших членов своей семьи.
Самые старые могилы находятся в восточной половине кладбища. Более молодые надгробия, расположенные в основном в преимущественно «украинской» и «русской»   западной половине кладбища, представляют собой «за немногими исключениями довольно однообразные, черноватые искусственные камни почти без каких-либо отклонений, кроме названий и дат».

## Могилы выдающихся личностей

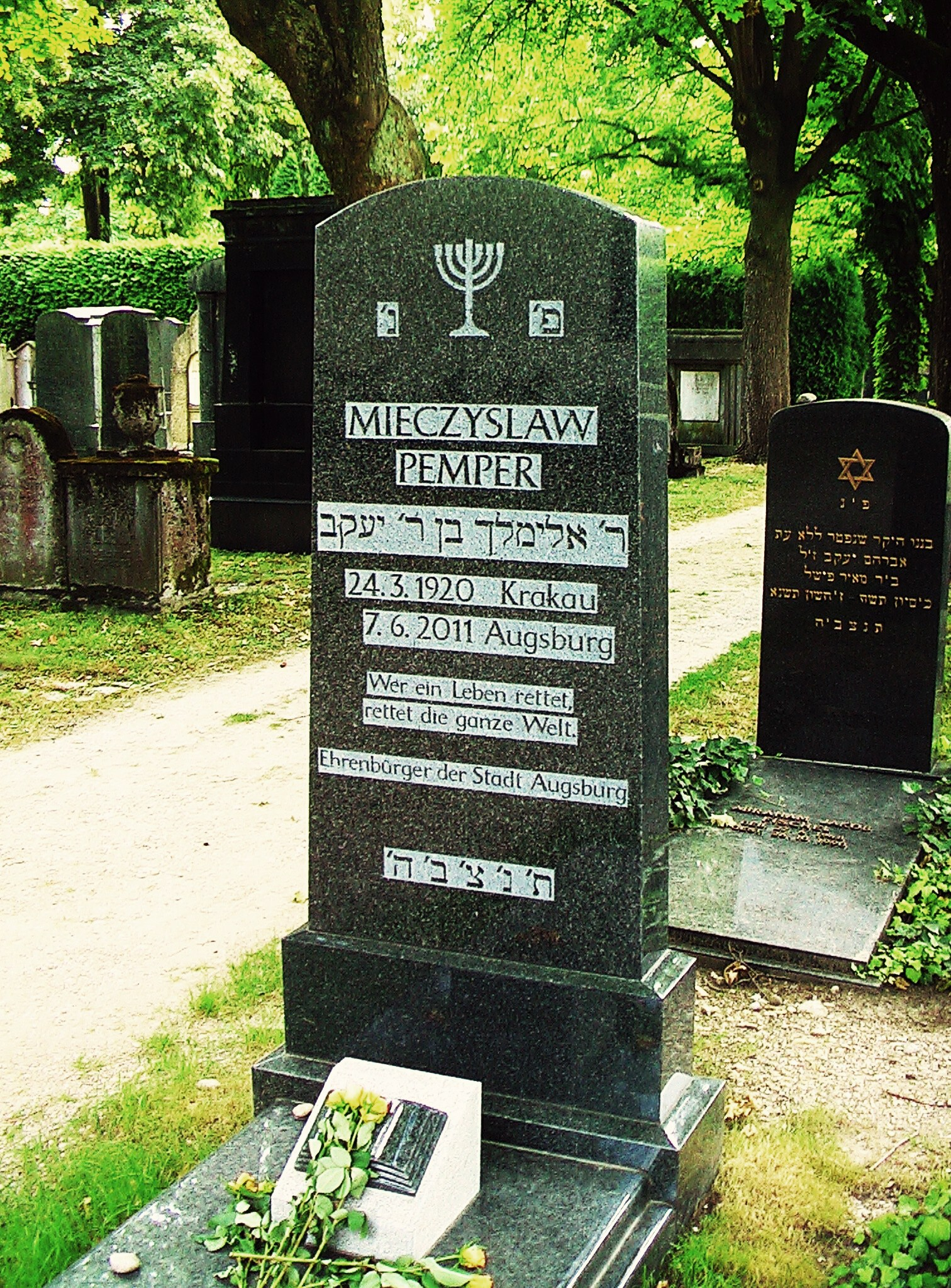
Надгробие почетного гражданина Аугсбурга Мечислава Пемпера

- Макс Обермайер (1824–1886), банкир, консул США, Аргентины и Бельгии в Аугсбурге[3]
- Саломон Розенбуш (1825–1895), торговец хмелем и зерном, банкир и общественный деятель[9][10]
- Бенно Клопфер (1830–1897), банкир[11]
- Генрих Гросс (1835–1910), 1875–1910 окружной раввин в Аугсбурге[12]
- Генрих Ландауэр (1838–1917), текстильный фабрикант и коммерческий советник.
- Вильгельм Хессельбергер (1841–1892), торговец хмелем.
- Аарон Кан (1841–1926), текстильный предприниматель (прядение и ткачество в Sparrenlech Kahn & Arnold , Neue Augsburger Kattunfabrik)[13]
- Густав Оберндорф (1843–1906), консул США в Аугсбурге.
- Самуэль Ландауэр (1846–1937), лингвист и востоковед[14]
- Людвиг Бауэр (1850–1927), советник юстиции, председатель общины, брат директора банка Морица Бауэра (1840–1905) и дядя Адели Блох-Бауэр[15]
- Густав Флеш (1853–1915), банкир, завещал более 6000 томов своей частной библиотеки Аугсбургской государственной и городской библиотеке[16].
- Август Бюлер (1856–1910), банкир, и его жена Сабина Бюлер, урожденная Ульмо (1855–1930), основательница фонтана ювелира на сегодняшней площади Мартина-Лютера , меценаты[17]
- Рихард Грюнфельд (1863–1931), 1910–1929 районный раввин в Аугсбурге[18]
- Зигфрид Бернхайм (1866–1937), производитель текстиля[19]
- Карл Рафф (1871–1924), производитель текстиля.
- Людвиг Дрейфус (1883–1960), мэр Аугсбурга с 1945 по 1946 год.
- Фридрих Георг Фридман (1912–2008), американский учёный, профессор ЛМУ , почётный академик Аугсбургского университета[16]
- Эрнст Крамер (1913–2010), журналист и председатель Фонда Акселя Шпрингера, почетный гражданин города Аугсбурга[20]
- Мариан Спокойный (1918–2009), секретарь общины и молитвенный лидер.
- Мечислав Пемпер (1920–2011), предприниматель и почетный гражданин города Аугсбурга[21]
- Израиль Мельцер (1922–2006), производитель мебели.
- Рафаил Самойлович (1926–2007), поэт, художник и переводчик[3]

## Памятники и сооружения

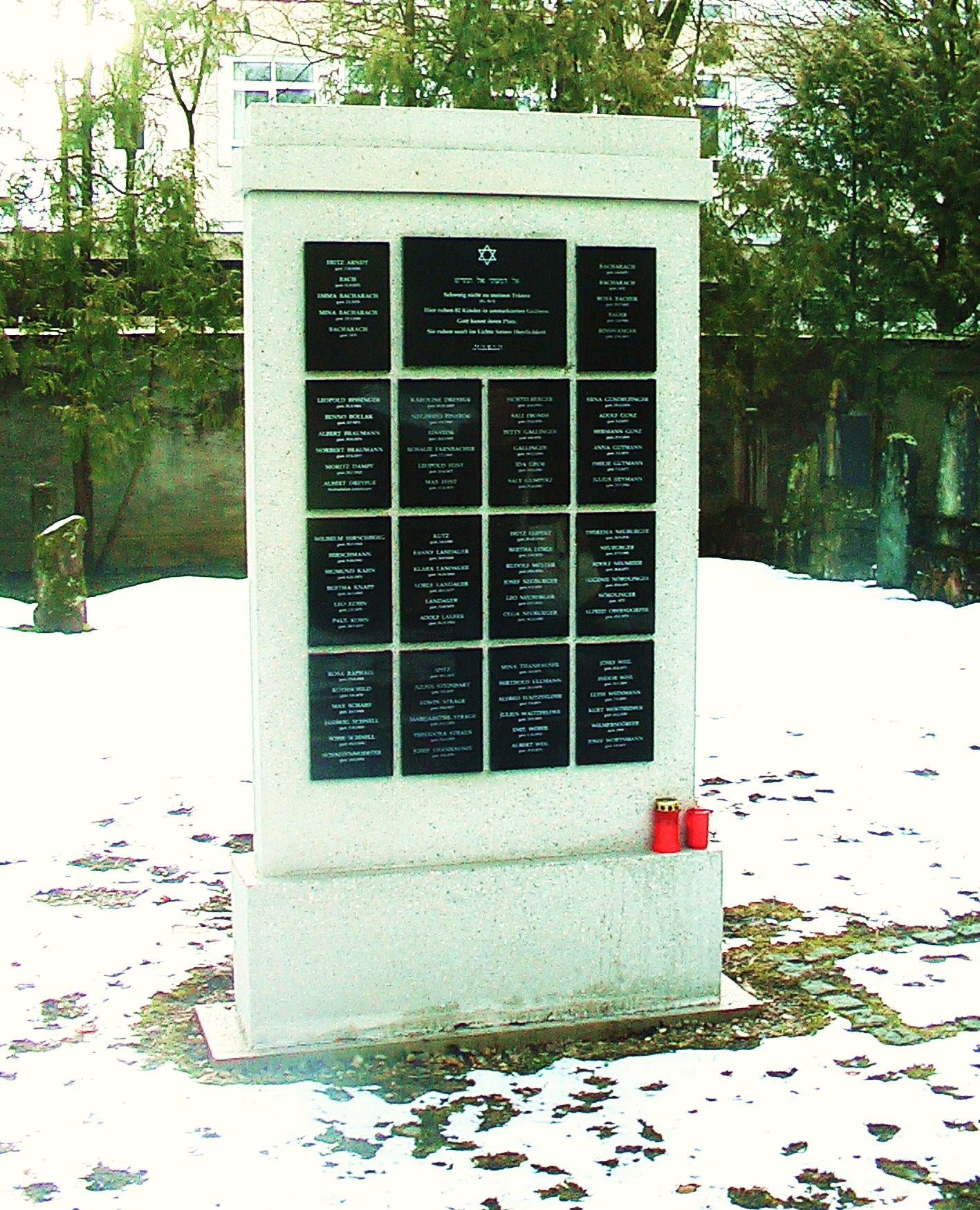
Детский памятник на еврейском кладбище Аугсбург Хохфельд

### Детский памятник
С южной стороны возле входа находится участок детских могил. В декабре 2010 года еврейская община Швабен-Аугсбург установила памятник с 82 идентифицированными именами и датами, а также посвящением в память о детских надгробиях, разрушенных национал-социалистами.
Памятник солдатам: на южной стороне Тахары находится трёхчастный памятник павшим еврейским солдатам Первой мировой войны.
Мемориал Холокоста : на северной стороне входа в 1960 году была установлена мемориальная надпись на иврите и немецком языке в честь шести миллионов евреев, убитых в нацистскую эпоху.
Дом Тахара : В 1961 году  Дом Тахара, разрушенный во время войны, был восстановлен по проекту архитектора Германа Цви Гутмана из Франкфурта-на-Майне , который в следующем году также восстановил молитвенную комнату аугсбургской синагоги.
Фонтан : В западной части кладбища, недалеко от Альтер Поствег, с 1982 года стоит фонтан в форме меноры .

## Место съёмок
Кладбище послужило местом съёмок немецкого художественного фильма режиссёра Лео Хазина «Кадиш для друга » 2012 года. В фильме также были задействованы члены еврейской общины Аугсбурга, уроженцы России, ветераны Второй мировой войны, которые сыграли самих себя.

## Окружающая среда
Первоначально прилегающие к кладбищу территории были не застроены. Примерно в 1920 году на юге кладбища была построена спортивная площадка, которая действовала до 1965 года.. С тех пор здесь находился строительный комплекс профессионально-технических училищ . На севере кладбище граничит с садом , который до 2022 года назывался «Карл Фрайтаг» (с тех пор: «Сад на Альтен Поствег»). Ее прежнее имя стоит упомянуть в связи с еврейским кладбищем, поскольку Карл Фрайтаг не только активно участвовал в садоводческом движении, но и в старости был национал-социалистом.

## Экскурсии
Еврейский музей Аугсбурга  предлагает платные 60-минутные экскурсии по кладбищу. Любая фотография без специального разрешения еврейской общины Аугсбурга запрещена.